# 渡邉宣昭
渡邉 宣昭（わたなべ のぶあき、1949年3月25日 - ）は、日本の公認会計士。元有限責任あずさ監査法人代表社員、株式会社東天紅監査役、パイプドHD株式会社社外監査役、クオール株式会社社外監査役。

## 人物・経歴
1949年栃木県生まれ。1971年3月千葉商科大学商経学部卒業。1972年10月監査法人和光事務所入所、1981年8月公認会計士登録、2000年5月朝日監査法人(現･有限責任あずさ監査法人)代表社員、2011年7月公認会計士渡邉宣昭事務所開設、2012年5月株式会社東天紅監査役、同年5月株式会社パイプドビッツ（現･パイプドHD株式会社）社外監査役、2015年6月クオール株式会社社外監査役就任。